# Květnice
Květnice (německy Kwietnitz, Plumau (1352), Blumenau) je obec v okrese Praha-východ ve Středočeském kraji. Obec se nalézá těsně za hranicí Prahy, a prochází tak proto prudkým demografickým rozvojem. Žije zde přibližně 2 000 obyvatel.

## Historie
První písemná zmínka o vesnici pochází z roku 1352.

## Obyvatelstvo
| Rok            | 1869 | 1880 | 1890 | 1900 | 1910 | 1921 | 1930 | 1950 | 1961 | 1970 | 1980 | 1991 | 2001 | 2011  | 2021  |
| -------------- | ---- | ---- | ---- | ---- | ---- | ---- | ---- | ---- | ---- | ---- | ---- | ---- | ---- | ----- | ----- |
| Počet obyvatel | 248  | 207  | 193  | 268  | 285  | 254  | 290  | 231  | 171  | 164  | 136  | 115  | 120  | 1 672 | 2 205 |
| Počet domů     | 23   | 25   | 26   | 31   | 34   | 36   | 52   | 76   | 47   | 46   | 46   | 60   | 64   | 602   | 723   |

## Obecní správa

### Územněsprávní začlenění
Dějiny územněsprávního začleňování zahrnují období od roku 1850 do současnosti. V chronologickém přehledu je uvedena územně administrativní příslušnost obce v roce, kdy ke změně došlo:
- 1850 země česká, kraj Pardubice, politický okres Černý Kostelec, soudní okres Český Brod, obec Dobročovice[7]
- 1855 země česká, kraj Praha, soudní okres Český Brod, obec Dobročovice[7]
- 1868 země česká, politický i soudní okres Český Brod, obec Dobročovice[7]
- 1923 země česká, politický i soudní okres Český Brod[7]
- 1939 země česká, Oberlandrat Kolín, politický i soudní okres Český Brod[8]
- 1942 země česká, Oberlandrat Praha, politický i soudní okres Český Brod[9]
- 1945 země česká, správní i soudní okres Český Brod[10]
- 1949 Pražský kraj, okres Český Brod[11]
- 1960 Středočeský kraj, okres Praha-východ[12]
- 1964 Středočeský kraj, okres Praha-východ, obec Sibřina[13]
- k 24. listopadu 1990 Středočeský kraj, okres Praha-východ[13]

### Obecní symboly
Znak a vlajka byly obci uděleny rozhodnutím předsedy Poslanecké sněmovny Parlamentu České republiky dne 5. října 2004.

## Společnost
V obci Květnice (285 obyvatel) byly v roce 1932 evidovány tyto živnosti a obchody: obchod s dobytkem, 2 hostince, obchod s mlékem, mlýn, obuvník, rolník, obchod se smíšeným zbožím, trafika, truhlář, velkostatek Krýsa.

## Doprava
Dopravní síť
- Pozemní komunikace – Obcí prochází silnice III. třídy. Ve vzdálenosti 2 km vede silnice I/12 Praha - Kolín.

- Železnice – Železniční trať ani stanice na území obce nejsou. Nejbližší železniční stanicí jsou Úvaly ve vzdálenosti 4 km ležící na trati 011 z Prahy do Kolína.

Veřejná doprava 2025
- Autobusová doprava – Autobusová doprava v obci je zapojena do Pražské integrované dopravy, a to linkou 329 v trase Praha,Skalka - Praha,Dolní Měcholupy - Praha,Dubeč - Praha,Koloděje - Sibřina,Na Paloučku - Květnice - Dobročovice - Květnice - Sibřina - Sluštice,škola - Zlatá - Škvorec,nám. a linkou 391 v trase Praha,Nádraží Klánovice - Praha,Sídliště Rohožník - Květnice - Dobročovice - Úvaly,žel.st. - Úvaly,OC Pražská. V obci se nachází 4 autobusové zastávky - „Květnice“, „Květnice, rozcestí“, „Květnice,Na Ladech“ a „Květnice, za mlýnem“.

## Další fotografie

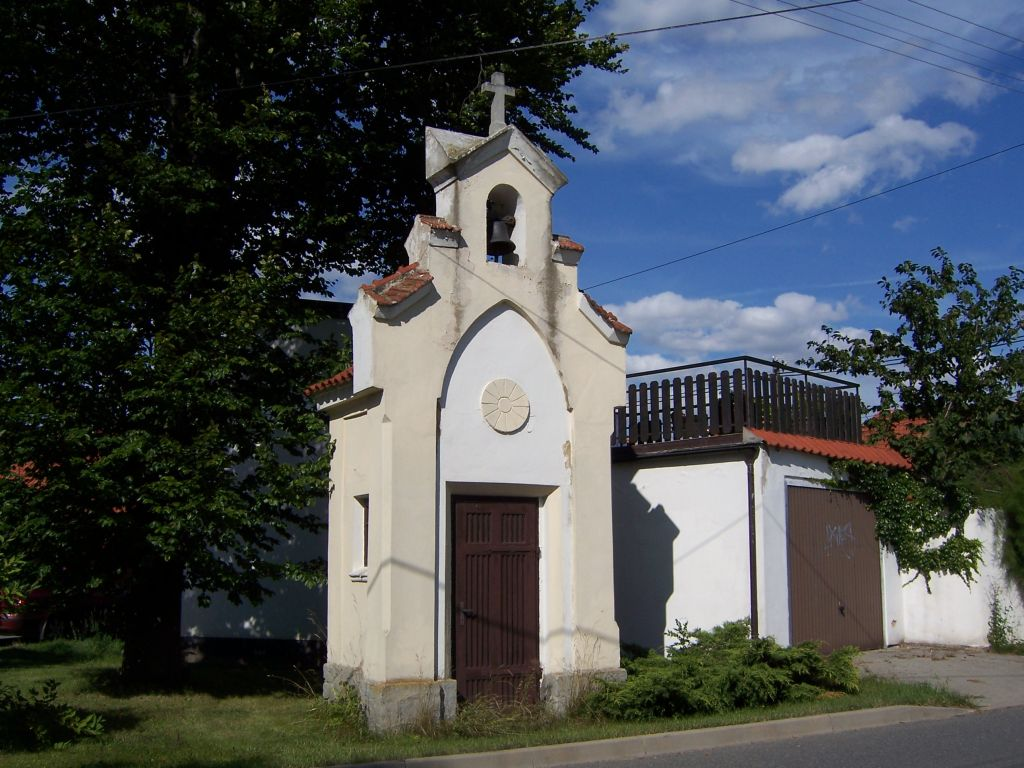
Kaplička
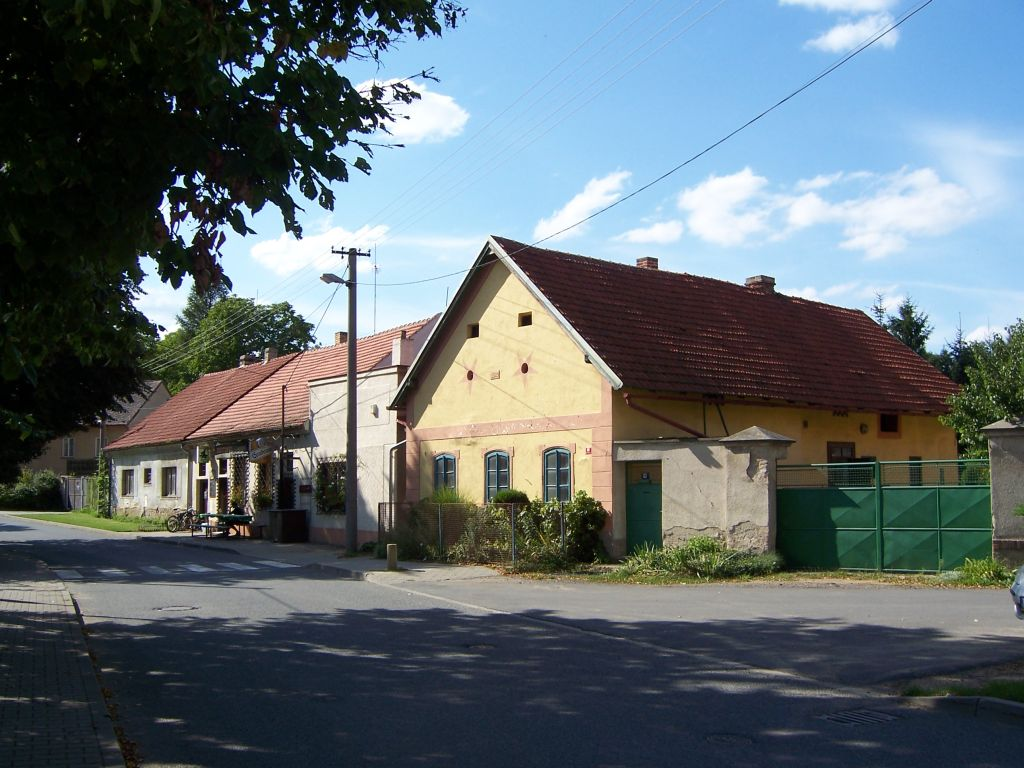
Historická část vesnice
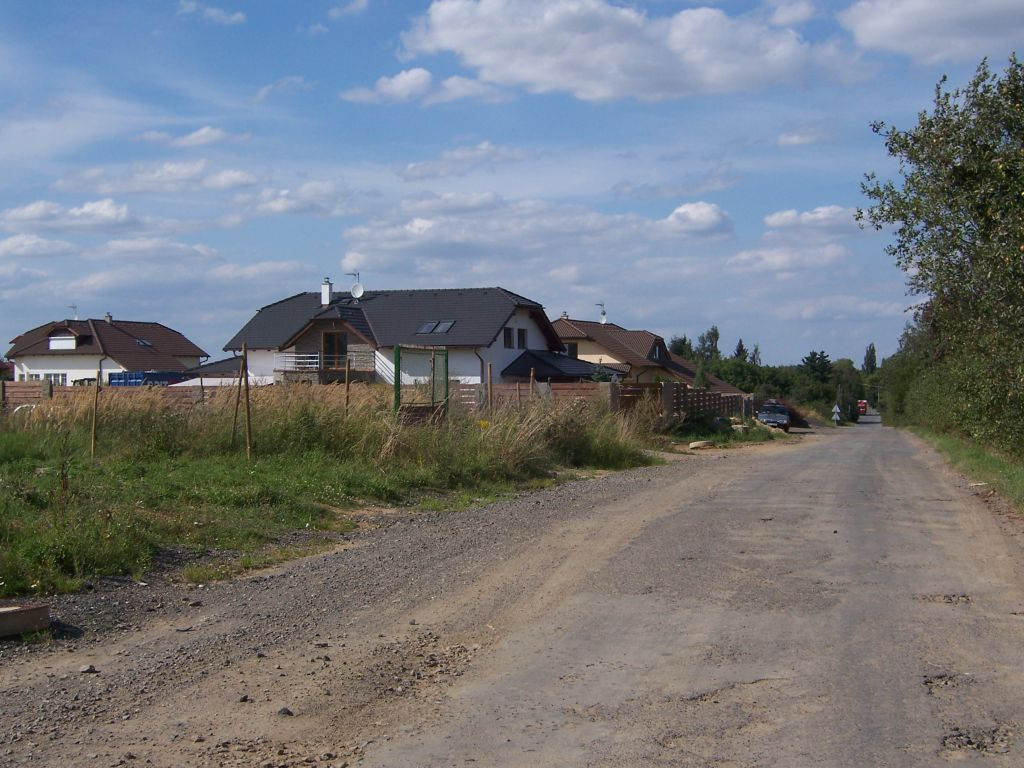
Nové domy v jižní části obce
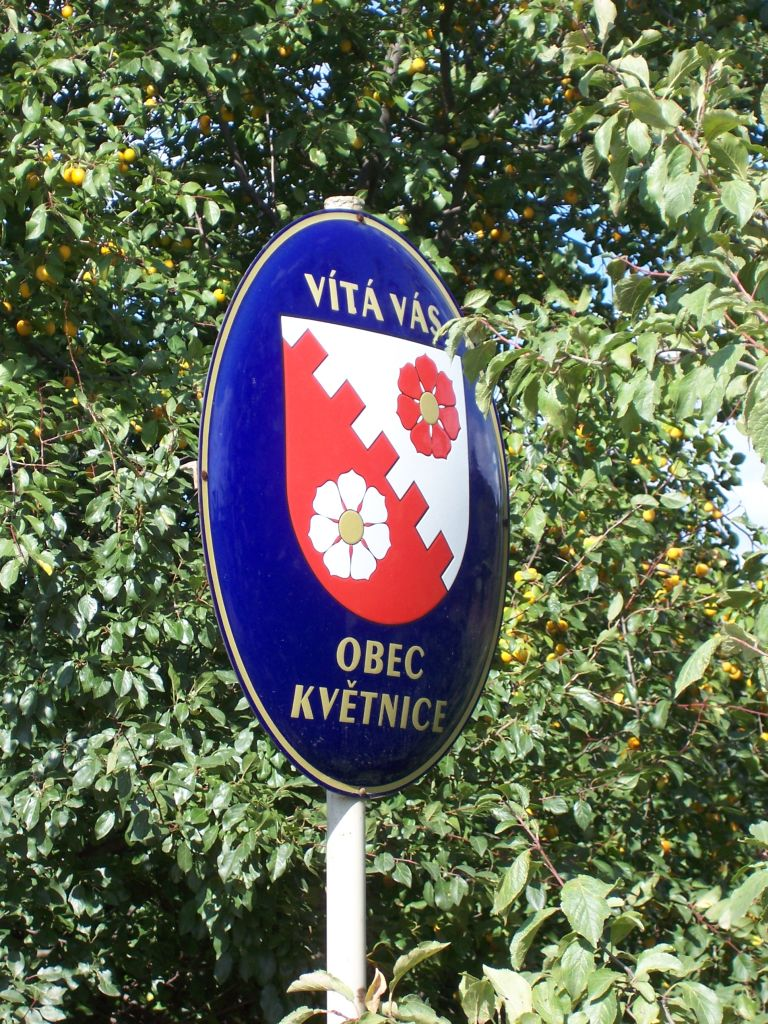
Uvítací tabule na silnici od Sibřiny
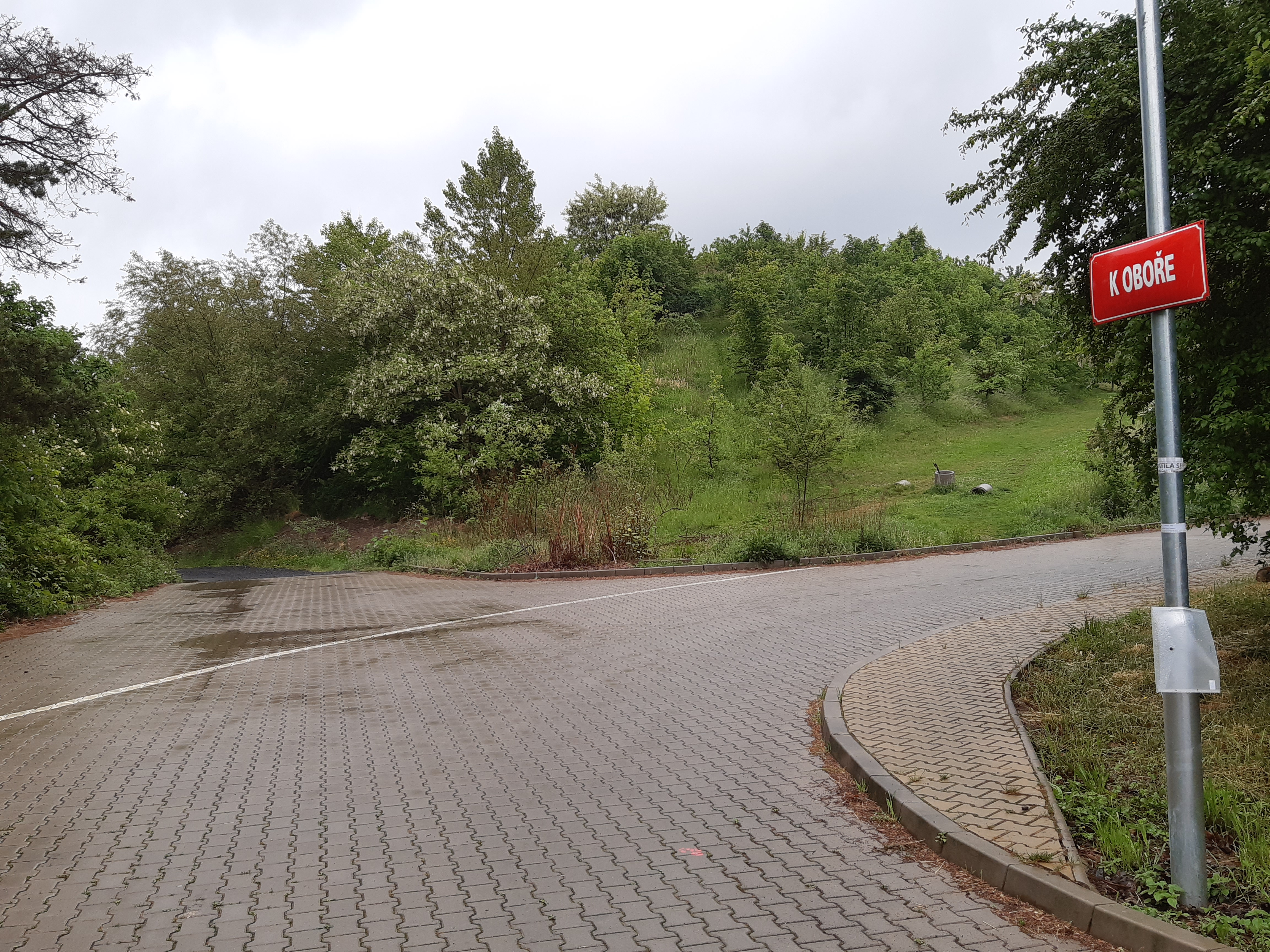
ulice K Oboře z betonové dlažby

## Pamětihodnosti
- Zřícenina hradu Květnice
- Keltské opevnění Květnice